# Бруно Бианко
Бруно Бианко Леал (на португалски: Bruno Bianco Leal, роден на 9 януари 1982) е бразилски юрист, главен адвокат на Бразилия от 6 август 2021 до 31 декември 2022.
Роден е на 9 януари 1982 г. в Марилия, Сау Пауло. Бакалавър по право от 2007 г., Бруно Бианко придобива магистърска степен по специалността през 2017 г. от Университета на Марилия, специалист е по публично право и притежава следдипломна квалификация по гражданскопроцесуално право.
През 2008 г. постъпва на работа в Главната адвокатура на Съюза като федерален прокурор. Изпълнява длъжностите на главен секционен федерален прокурор на Специализираната федерална прокуратура към Националния институт за социално осигуряване (PFE-INSS) в Марилия и регионален федерален прокурор на PFE-INSS за щатите Сао Пауло и Мато Гросо до Сул.
При управлението на Мишел Темер Бруно Бианко е юридически съветник в Президентската канцелария по въпросите, касаещи пенсионната реформа. По времето на Жаир Болсонаро Бианко е помощник специален секретар за социалното осигуряване и труда в Министерството на икономиката от януари 2019 г., а през юли 2021 г. е назначен за изпълнителен секретар на Министерството на труда и социалната политика на Бразилия.
На 6 август 2021 г. Бруно Бианко е назначен за главен адвокат на Съюза от президента Болсонаро на мястото на Андре Мендонса, който е номиниран за съдия във Върховния федерален съд.